# Дальній Россоховатий
Дальній Россоховатий (рос. Дальний Россоховатый) — хутір у Кантемирівському районі Воронезької області Російської Федерації.
Населення становить 18 осіб (2010). Входить до складу муніципального утворення Кантемирівське міське поселення.

## Історія
Населений пункт розташований у межах суцільної української етнічної території, частини Східної Слобожанщини. До Перших визвольних змагань належав до Воронезької губернії.
Від 1928 року належить до Кантемирівського району, спочатку в складі Центрально-Чорноземної області, а від 1934 року — Воронезької області. У 1954-1957 роках був у складі Кам'янської області.
Згідно із законом від 15 жовтня 2004 року входить до складу муніципального утворення Кантемирівське міське поселення.

## Населення
| 2010 |
| ---- |
| 18   |